# Mesiotelus
Mesiotelus là một chi nhện trong họ Liocranidae.